# 1916年のスポーツ

## 総合競技大会
- 第6回ベルリンオリンピック中止

## アイスホッケー
- スタンレー・カップ：モントリオール・カナディアンズ (NHA) （3勝2敗） ポートランド・ローズバッヅ (PCHA)

## 大相撲
優勝掲額者
- 春（1月14日初日）:東大関 西ノ海嘉治郎（8勝1分1休）
- 夏（5月18日初日）:西横綱 太刀山峰右エ門（9勝1敗）

優勝旗手
- 春:東前頭13枚目 源氏山大五郎（9勝1敗）
- 夏:西前頭7枚目 大戸平吉太郎（8勝1敗1預）

できごと
- 夏場所8日目、横綱太刀山が小結栃木山に敗れ、56連勝で止まる。

## ゴルフ

### 世界4大大会（男子）
- 全米オープン優勝者：チック・エバンス（アメリカ）
- 全米プロゴルフ優勝者：ジム・バーンズ（アメリカ）

全米プロゴルフ選手権の第1回大会が開かれた年。1957年まではマッチプレー方式で行われた。全米オープンもこの年までは通常通り開催されていた。

## テニス

### グランドスラム
- 全米選手権　男子単優勝：リチャード・ウィリアムズ（アメリカ）、女子単優勝：モーラ・ビュルステット（ノルウェー）

他のテニス4大大会は第1次世界大戦によって開催が中断されたが、全米選手権だけは途切れることなく行われた。本年度の全米選手権は、日本人テニス選手が最初の4大大会挑戦をした出発点でもある。熊谷一弥と三神八四郎の2名がエントリーし、三神は1回戦、熊谷は2回戦で敗退した。

## 野球

### 日本

#### 大学野球
三大学リーグ
- 春 - 早大野球部は米国遠征で不在のため、慶明戦のみを行う。
- 秋 - 三大学リーグ戦の順位は慶、早、明。
  - 法政大学が三大学リーグにテスト参加し、早慶明と1試合ずつ対戦。

#### 中等野球
- 第2回全国中等学校優勝野球大会決勝（豊中グラウンド・8月20日）
慶應普通部（東京府） 6-2 市岡中（大阪府）

### アメリカ大リーグ
- ワールドシリーズ
ボストン・レッドソックス（ア・リーグ） （4勝1敗） ブルックリン・ドジャース（ナ・リーグ）

## 誕生
- 1月9日 - 田口正治（京都府、水泳、+1982年）
- 1月16日 - 御園生崇男（山口県、野球、+1965年）
- 1月25日 - 久保田金造（北海道、競馬、+1991年）
- 1月31日 - フランク・パーカー（アメリカ、テニス、+1997年）
- 2月19日 - エディ・アーキャロ（アメリカ、競馬、+1997年）
- 3月31日 - トミー・ボルト（アメリカ、ゴルフ、+2008年）
- 4月7日 - 大西鉄之祐（奈良県、ラグビー、+1995年）
- 4月24日 - ルー・テーズ（アメリカ、プロレス、+2002年）
- 5月1日 - ビクトル・スタルヒン（ロシア→日本、野球、+1957年）
- 5月8日 - ジョアン・アベランジェ（ブラジル、元FIFA会長）
- 5月12日 - 広橋百合子（石川県、陸上競技、+1977年）[1]
- 6月17日 - テッド・アトキンソン（アメリカ、競馬、+2005年）
- 6月28日 - 呉昌征（旧台湾、野球、+1987年）
- 7月22日 - マルセル・セルダン（ナイジェリア、ボクシング、+1949年）
- 7月27日 - 鶴岡一人（広島県、野球、+2000年）
- 8月3日 - ホセ・マヌエル・モレノ（アルゼンチン、サッカー、+1978年）
- 8月8日 - 新井茂雄（静岡県、水泳、+1944年）
- 8月14日 - 藤村富美男（広島県、野球、+1992年）
- 10月15日 - 宮崎康二（静岡県、水泳、+1989年）
- 10月20日 - 藤井勇（鳥取県、野球、+1986年）
- 12月1日 - 大沢清（神奈川県、野球、+2005年）

## 死去
- 3月13日 - 大戸平廣吉（宮城県、相撲、*1866年）